# Dabezići
Dabezići este un sat din comuna Bar, Muntenegru. Conform datelor de la recensământul din 2003, localitatea are 146 de locuitori (la recensământul din 1991 erau 299 de locuitori).

## Demografie
În satul Dabezići locuiesc 111 persoane adulte, iar vârsta medie a populației este de 40,0 de ani (40,6 la bărbați și 39,3 la femei). În localitate sunt 40 de gospodării, iar numărul mediu de membri în gospodărie este de 3,65.
Populația localității este foarte eterogenă.
|  |

| Demografie | Demografie | Demografie |
| An         | Locuitori  | Locuitori  |
| ---------- | ---------- | ---------- |
|            |            |            |
|            |            |            |
|            |            |            |
|            |            |            |
| 1948       | 300        |            |
| 1953       | 312        |            |
| 1961       | 319        |            |
| 1971       | 322        |            |
| 1981       | 307        |            |
| 1991       | 299        | 211        |
| 2003       | 262        | 146        |

| \| Componența etnică conform recensământului din 2003[2] \| Componența etnică conform recensământului din 2003[2] \| Componența etnică conform recensământului din 2003[2] \| Componența etnică conform recensământului din 2003[2] \| Componența etnică conform recensământului din 2003[2] \| \| ----------------------------------------------------- \| ----------------------------------------------------- \| ----------------------------------------------------- \| ----------------------------------------------------- \| ----------------------------------------------------- \| \| \| \| \| \| \| \| Muntenegreni \| Muntenegreni \| \| 93 \| 63,69% \| \| Musulmani \| Musulmani \| \| 41 \| 28,08% \| \| necunoscută \| necunoscută \| \| 12 \| 8,21% \| |              |  |    |        |
| Componența etnică conform recensământului din 2003 |              |  |    |        |
| |              |  |    |        |
| Muntenegreni | Muntenegreni |  | 93 | 63,69% |
| Musulmani | Musulmani    |  | 41 | 28,08% |
| necunoscută | necunoscută  |  | 12 | 8,21%  |